# Luigi Chialiva
Luigi Chialiva (Caslano, 16 luglio 1841 – Parigi, 7 aprile 1914) è stato un pittore e architetto svizzero-italiano.

## Biografia
Figlio del facoltoso notaio, politico e patriota piemontese Abbondio Chialiva, esule in Spagna e in Messico e della messicana Maria Medina, cresce presso la Villa Tanzina di Lugano frequentata, tra gli altri, da Carlo Cattaneo, Antonio Fontanesi e Giuseppe Mazzini.
Nel 1861 si diploma in architettura al Politecnico federale di Zurigo, dove è allievo dell'esule tedesco Gottfried Semper. 
Negli anni successivi frequenta gli studi artistici di Antonio Fontanesi a Ginevra e del verista Carlo Mancini a Milano; nel 1864 esordisce alle mostre della Società Promotrice di Torino, mentre nel 1868 si aggiudica il premio Mylius per Animali all'abbeveratoio. 
Alla morte del padre, si trasferisce dapprima in Lussemburgo, poi a Écouen e dal 1871 a Parigi, dove frequenta Giuseppe De Nittis, Giovanni Boldini e il cosiddetto "Circolo della polenta", enclave di intellettuali italiani che si riuniscono presso il ristorante Lemardeley.
Nel 1874 si sposa con Corinne Elisabette Bujac e avvia la collaborazione con la casa di commercio d'arte Maison Goupil di Parigi, del quale sarà socio accomodante; qui frequenta i pittori italiani emigrati nella capitale francese, come Giovanni Boldini e Federico Zandomeneghi, oltre a Edgar Degas e alla cerchia di pittori della sua scuola.
Nel 1901 esordisce alle mostre della Biennale di Venezia, che frequenterà abitualmente e nel 1904 espone alla mostra della Società Nazionale di Belle Arti di Parigi, della quale nel 1912 è nominato segretario, oltre a partecipare a importanti rassegne artistiche mondiali.
Insignito del titolo di Cavaliere della Legione d'onore, muore nel 1914 a Parigi, dove è sepolto al cimetière de Saint-Vincent con il figlio Jules (1875-1934), anch'egli architetto.
Tra i suoi allievi François Guiguet, pittore intimista originario del Delfinato.

## Stile
Paesaggista inizialmente di stampo neoclassicista e arcadico, influenzato dai maestri Carlo Mancini e Antonio Fontanesi, si aggiorna progressivamente a seguito dei contatti con le avanguardie francesi (in primis, Edgar Degas) e piemontesi sviluppando uno stile riconoscibile e indipendente, elegante e luminoso, espresso in dipinti a olio, ad acquaforte o a pastello.
Le sue opere riscuotono un ampio successo presso la committenza borghese europea e americana, che apprezza i suoi paesaggi campestri di stampo idilliaco, armoniosamente popolati di pastori, contadini e animali, resi tramite un sapiente utilizzo dei colori in atmosfere pacifiche e idilliache.

## Opere principali
- Il mercato delle erbe in Piazza Castello in Milano (1864), olio su tela, collezione privata;
- Il lanciatore di reti da pesca a sparviero (1865-1868), olio su tela, Masi Lugano;
- La valle Scairolo presso Lugano (1865), olio su tela, collezione privata;
- Una vallata del Canton Ticino (1865), olio su tela, collezione privata;
- Gli oleandri dell’isola Borromeo (1867), olio su tela, collezione privata;
- Animali all'abbeveratoio (1869), olio su tela, Pinacoteca di Brera[11];
- Ragazza con pecore (1870), olio su tela, collezione privata;
- A shower" (1880), olio su tela, Corcoran Gallery of Art, Washington[12];
- Fine weather" (1880), olio su tela, Corcoran Gallery of Art, Washington[13];
- Abbeveratoio di un villaggio francese (1901), olio su tela, collezione privata;
- Gardeuse d'oies (1904), olio su tela, Musée d'Orsay, Parigi[14];
- La guardiana di tacchini (1905), olio su tela, collezione privata;
- Atelier a Vichy (1907), olio su tela, GAM Torino[15];
- Paesaggio fluviale (1907), olio su tela, collezione privata.

## Galleria d'immagini

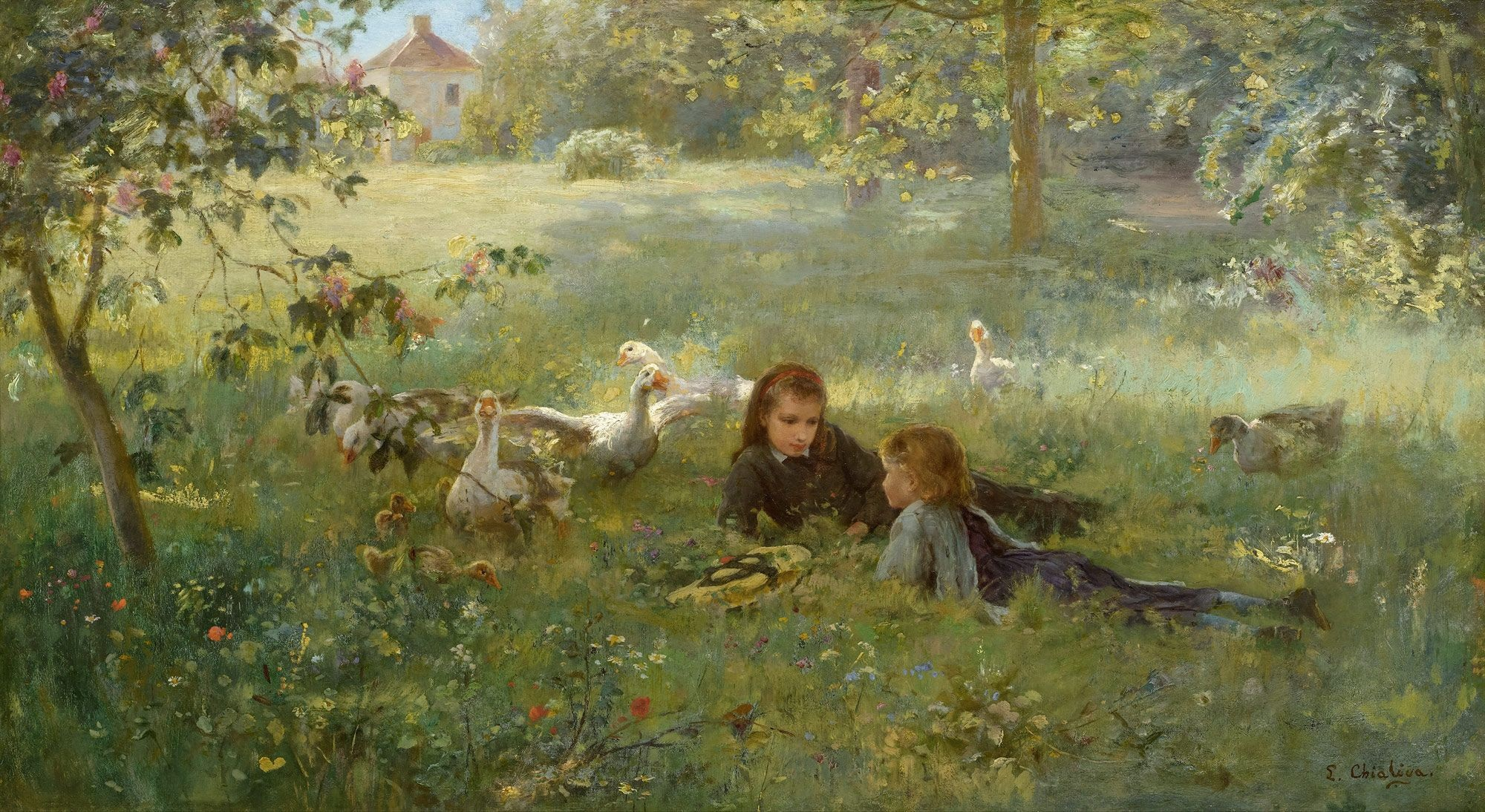
Conversazione fra ragazze sul prato delle oche
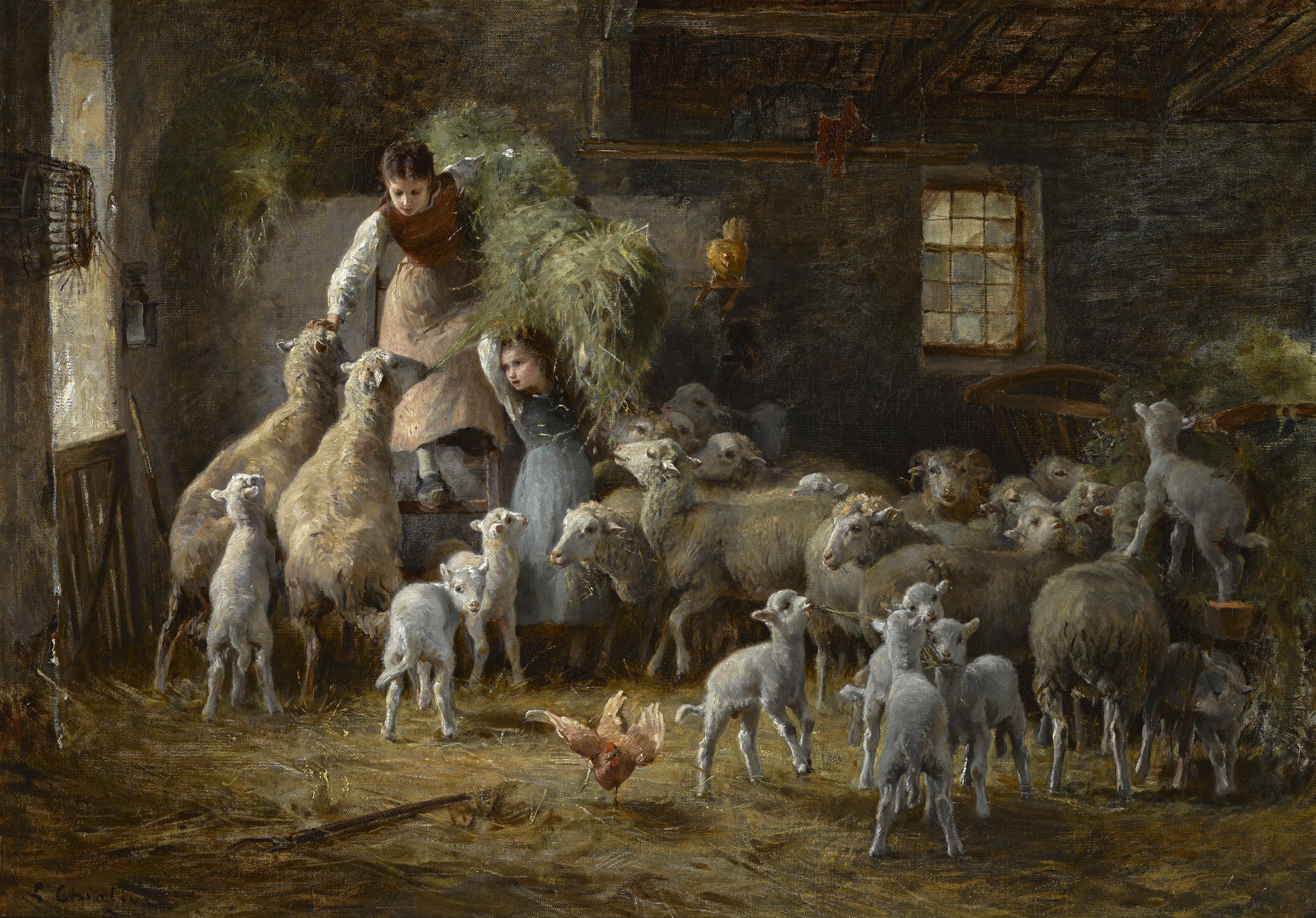
L'ora di mangiare
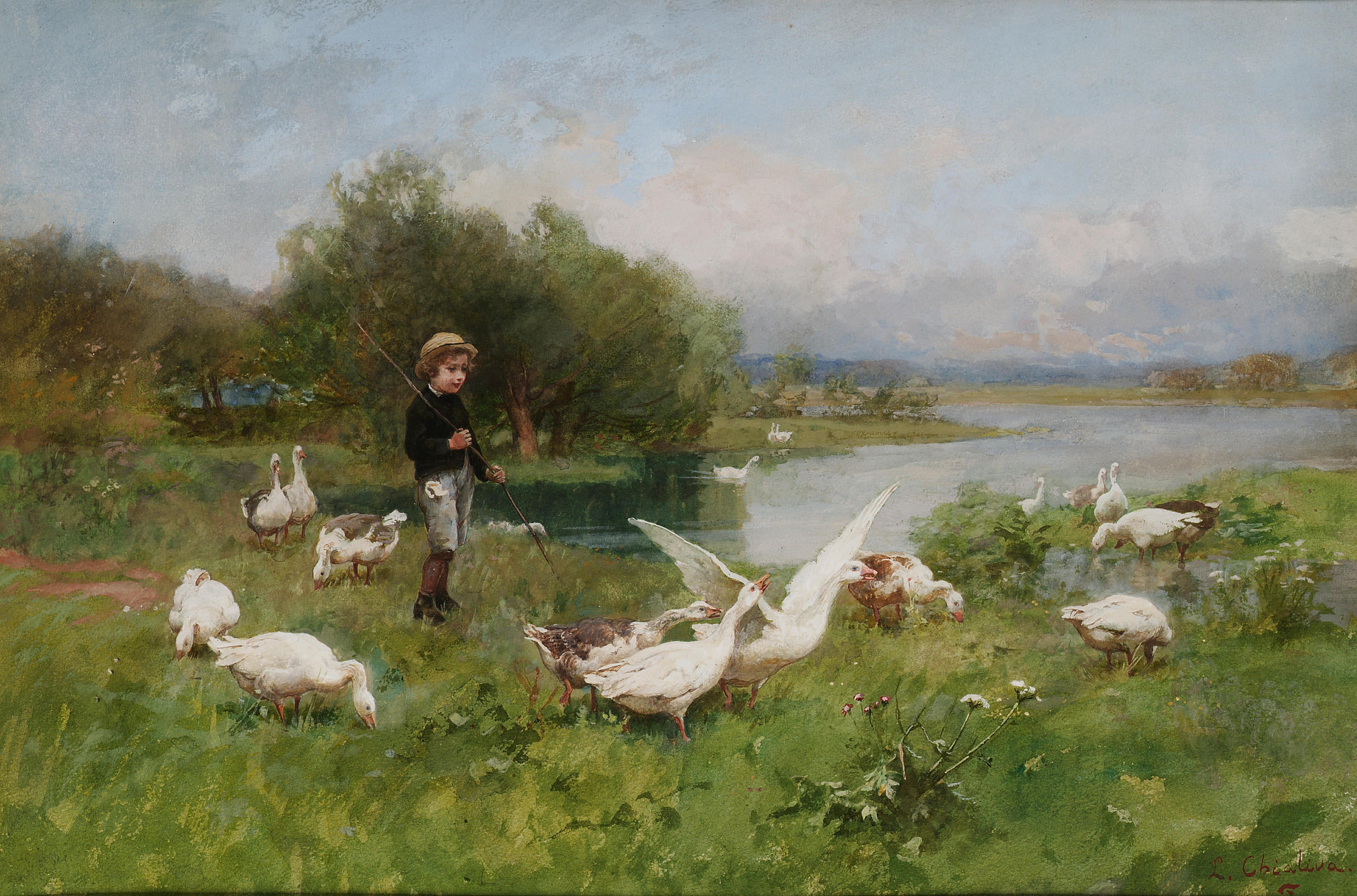
Ragazzo che bada alle oche